# Pierre Plantade (Talizat)
Pour les articles homonymes, voir Plantade.
La Pierre Plantade est un menhir situé sur la commune de Talizat dans le département français du Cantal.

## Protection
Le menhir phallique dit Pierre Plantade est classé au titre des monuments historiques par arrêté du 4 avril 1911.